# Anthidium aztecum
Anthidium aztecum là một loài Hymenoptera trong họ Megachilidae. Loài này được Cresson mô tả khoa học năm 1878.